# لارس نلسون (شمن)

«لارس نلسون» (انگلیسی: Lars Nilsson، درگذشته ۱ ژانویهٔ ۱۶۹۳) یک سامی بود که به دلیل پیروی از شمن‌گرایی سامی در آریپلوگ در سوئد در زمان مسیحی شدن مردم سامی سوزانده شد.

## پیشینه
در سال ۱۶۹۱، مقامات کلیسای سوئد و دولت، دو سامی مسیحی را برای بررسی مورد مشکوک افسونگری لارس نلسون فرستادند. وقتی آنها بازگشتند، به وزیر لوتری، پهر نورائوس، گزارش دادند.
آنها گزارش دادند که لارس را دیده‌اند که در مقابل بت‌های چوبی خدایان سامی در بیرون چادرش برای نوه‌اش که همان روز در چاهی غرق شده بود، آواز می‌خواند و طبل می‌زد تا زندگی‌اش را به او بازگردانند. سامی مسیحی به او گفته بود که از فعالیت "شیطانی" خود دست بردارد و طبل را با زور از او گرفت. سپس لارس به دلیل ایجاد وقفه در تلاش او برای بازگرداندن نوه‌اش به زندگی، با چاقو به آنها حمله کرد. وقتی آنها بازگشتند، لارس سه بت خدایان و نمادی از خدای هوراگالس (خدای رعد و برق) را در جایی قرار داده بود که استخوان‌ها و خون حیوانات قربانی‌شده بودند. وقتی مسیحیان محراب او را خراب کردند، لارس به هوراگالس دعا کرد که آنها را با رعد و برق نابود کند. سپس پسرش را برای کمک به روستا فرستاد، اما سامی مسیحی سپس بت‌های خدایان و طبل را با خود برد و نزد وزیر اریش نورائوس و پسرش پهر نورائوس فرار کرد.

## محاکمه
در طول محاکمه، بت‌های خدایان و نماد هوراگالس در مقابل دادگاه قرار داده شد و دادگاه از لارس پرسید که آیا آنها برای او فایده‌ای داشته‌اند یا خیر. او پاسخ مثبت داد و گفت به خصوص سه سال قبل؛ وقتی طاعون بزرگی دام‌هایش را مبتلا کرده بود، از خدای مسیحی درخواست کمک کرد، اما وقتی کمکی نرسید، به جای آن از خدایان قدیمی سامی کمک خواست. دادگاه از او پرسید که آیا آنها به او کمک کرده‌اند یا خیر، و او گفت که کمک کرده‌اند.
لارس به آنها گفت که کشیش‌های مسیحی، چه به صورت عمومی و چه خصوصی، به او دستور داده‌اند که از خدای مسیحی که از ابتدا دام‌ها را آفریده است، بترسد. اما لارس اظهار داشت که خدایان قدیمی پاسخگوتر بودند و تا به حال برای او بسیار بهتر از کشیش‌ها عمل کرده‌اند.

## حکم و اعدام
لارس به دلیل "خرافات پاگانیسم طولانی‌مدت و لجوجانه‌اش" طبق قانون کلیسای لوتری پس از سخنان سفر خروج، فصل ۲۲؛ سفر تثنیه فصل ۱۳ در کتاب مقدس مسیحی، و قانون سکولار سال ۱۵۲۷ محکوم به اعدام شد. این حکم در ۲۶ آوریل ۱۶۹۲ توسط دادگاه سلطنتی تأیید شد.
یک سال بعد، در سال ۱۶۹۳، لارس را مجبور کردند تا با طبل سامی و شمایل خدایانش بر تیری در آریپلوگ بالا برود و تا سر حد مرگ سوزانده شد. گفته می‌شود که او "با دلیری عجیبی از تیر بالا رفته است." طبق برخی منابع، او قبل از سوزاندن با سر بریدن اعدام شد، که روش معمول اجرای اعدام با سوزاندن در سوئد قرن هفدهم بود.

## زمینه
این تنها مورد شناخته شده از سوزاندن یک سامی به دلیل مذهبش در سوئد است. محاکمه جادوگران علیه سامی‌ها در نروژ رایج‌تر بود، جایی که حداقل ۲۶ سامی به جرم جادوگری محاکمه شدند. آنها اغلب توسط غیرسامی‌های محلی استخدام می‌شدند که فکر می‌کردند می‌توانند بر آب و هوا تأثیر بگذارند. در سال ۱۶۲۷، کوئیوه بارسن در نروژ به اتهام غرق کردن کشتی‌ها با احضار طوفان، در آتش سوزانده شد.
در سوئد، تنها دو مورد محاکمه جادوگران علیه سامی‌ها وجود داشت. در سال ۱۶۷۱، آیک آیکسون توسط یک مبلغ مذهبی به اتهام کشتن یک کشاورز با جادو به اعدام محکوم شد، اما او قبل از اعدام درگذشت.
محاکمه نلسون را نیز می‌توان به عنوان یک محاکمه جادوگران در نظر گرفت، اما شکی نیست که این محاکمه‌ای علیه بت‌پرستی توسط کلیسای لوتری بود که درست قبل از آن، در زمانی که سامی‌ها اخیراً مجبور به گرویدن به مسیحیت شده بودند، در لاپلند مستقر شده بود.
از قرون وسطی، سامی‌ها در میان خود بت‌پرست و در حضور غیرسامی‌ها مسیحی بودند و تا پایان قرن هفدهم، کلیسای لوتری بسیار مشتاق افشای تمام بت‌پرستی‌های مخفی شد. در سال ۱۶۸۷، اریک اسکیلسون و آموند تورسون به دلیل بت‌پرستی خود به جرم کفرگویی محاکمه شدند، اما پس از گرویدن به مسیحیت آزاد شدند. بین سال‌های ۱۶۶۵ و ۱۷۰۸، یازده نفر در لاپلند به دلیل پیروی از دین قدیمی سامی به جرم کفرگویی به اعدام محکوم شدند و پنج مورد از این اعدام‌ها انجام شد.